# 2007年热带风暴芭芭拉
热带风暴芭芭拉（英語：Tropical Storm Barbara）是2007年太平洋飓风季第一个登陆过的热带气旋。系统源于墨西哥阿卡普尔科东南方向约380公里海域的小规模低气压区，是本季形成的第2场风暴。系统起初向南飘移，之后转向稳步东进，强度很快就达到热带风暴标准。受风切变增多的影响，芭芭拉逐渐减弱，但很快又得以重新组织，在从墨西哥和危地马拉边界以西不远处登陆前不久达到风力时速85公里的最高强度。进入陆地上空后，气旋迅速减弱，美国国家飓风中心于6月2日中止针对风暴发布公告。
气象机构起初预计芭芭拉会达到飓风标准，但气旋直到上岸时强度仍然不高，规模也较小。系统在局部地区产生暴雨和阵风，大部分地点所受破坏程度很轻。不过，墨西哥南部有大面积农田被暴雨摧毁，农作物损失总额达2亿墨西哥比索（2007年墨西哥比索，相当于同年的5500万美元）。此外，萨尔瓦多还有4人因风暴引发的洪灾丧生。

## 气象历史
热带风暴芭芭拉的源头估计是5月14日离开非洲海岸的一股东风波。系统向西移动，于5月25日穿越中美洲，次日进入东北太平洋。东风波同热带辐合带相互影响，所在海域于5月27日发展出大范围地面低气压区，系统向北飘移，在此期间组织结构趋于混乱，对流也相对有限。5月29日，系统中的对流已有所增长，逐渐在低气压中心聚拢，东部半圆内还发展出带状特征，环流结束有显著改善。估计系统是于协调世界时5月29日下午18点在瓦哈卡州埃斯孔迪多港东南方向约185公里洋面发展成第二号热带低气压。成为热带气旋后，系统所在海域的海面温度较高，风切变非常少，上层大气环境也有利于发展。
成为热带气旋之后的几小时里，系统中的深层对流出现衰减，但在当天深夜又有回升。环流东南象限内发展出模糊的雨带，德沃夏克分析法测得的数值有所提高，气旋的卫星图像也变得更加清晰，美国国家飓风中心因此于5月30日将位于埃斯孔迪多港以南约185公里海域的热带低气压升级成热带风暴并以“芭芭拉”（Barbara）命名。2007年太平洋飓风季由此成为有纪录以来第3个在5月就有两场风暴形成的太平洋飓风季，之前两次分别是1956和1984年太平洋飓风季。气象部门起初预计芭芭拉会成为飓风，风速达到每小时135公里。
受墨西哥湾内上层低压槽产向的北向气流影响，风暴向南飘移，之后又转向东进。由于外流层次分明，行进洋面水温较高，风暴的结构逐渐改善，中心附近发展出紧密的弧形雨带。但由于风切变增多，环流结构消退，到5月31日时风暴已开始减弱。到了这天夜间，系统的大范围低压槽内已经形成非常紧密的小股环流，气旋于6月1日清晨降级成热带低气压。1号下午，系统再度发展出对流带，（意为“快速散射仪”）卫星数据表明气旋内已有层次分明的对流，芭芭拉因此再度升级成热带风暴。风暴达到风力时速85公里的最高强度，并因延伸至墨西哥湾西南部的高压脊存在薄弱环节而转向东北。带状特征继续组织，并发展出下层眼状特征。6月2日下午13点左右，气旋从墨西哥和危地马拉边境以西不远处登陆。芭芭拉的中心在恰帕斯州最东南角的山脉上空迅速退化，很快就减弱成热带低气压，并且上岸仅12小时后就完全消散。

## 防灾措施和影响

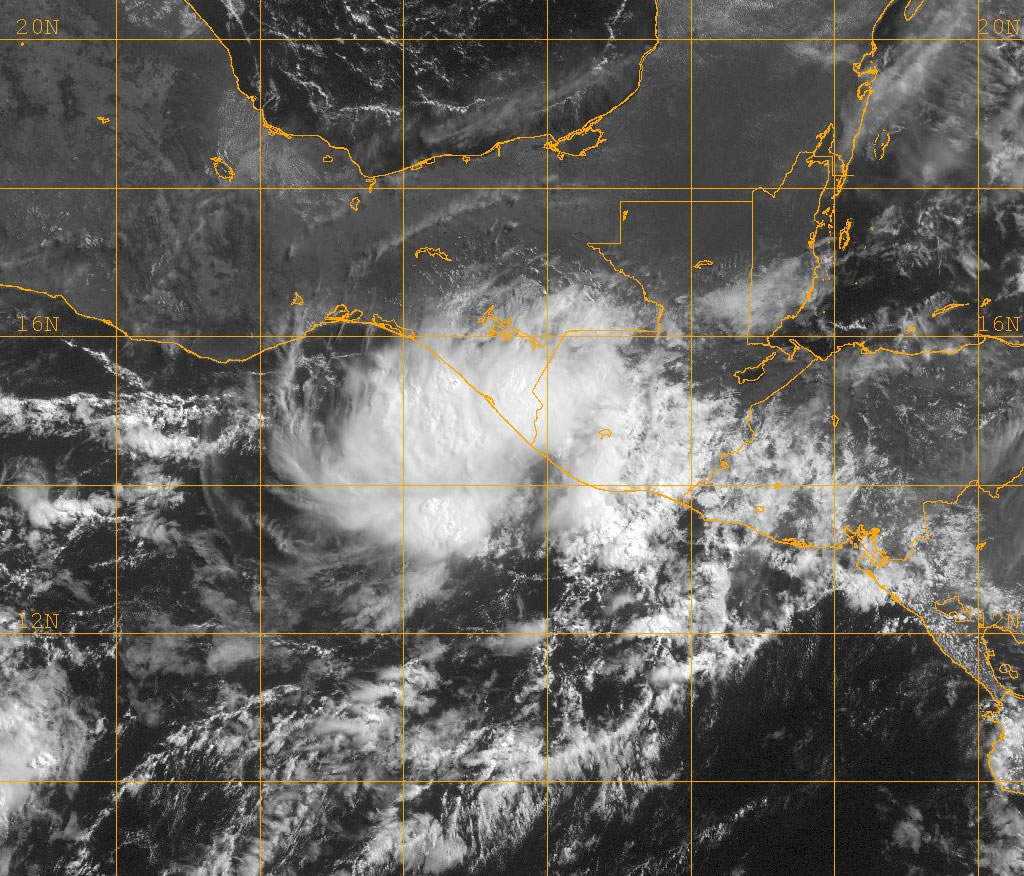
即将登陆的热带风暴芭芭拉

气旋存在早期，美国国家飓风中心建议墨西哥西南沿海利益相关人员密切关注风暴动向。6月1日芭芭拉达到热带风暴强度后，危地马拉和墨西哥政府发布向危地马拉埃斯昆特拉省度假小镇锡帕卡特（Sipacate）到墨西哥巴拉托纳拉（Barra de Tonala）之间地区发布热带风暴观察预警。随着气旋移动方向渐趋明朗，之前发布的热带风暴观察预警升级成热带风暴警告，且热带风暴观察预警的生效范围还向西延伸至墨西哥瓦哈卡州的萨利纳克鲁斯（Salina Cruz）。墨西哥政府向恰帕斯州和瓦哈卡州南部地区拨款，准备应对洪灾所需物资。恰帕斯州至少有1400人撤离到避难所。
气旋的外围雨带从6月1日晚开始影响危地马拉和墨西哥东南部。恰帕斯州的维斯特拉（Huixtla）测得的24小时降雨总量最高，达到126毫米，降水令墨西哥东南部各地的许多河流超过正常水位。系统登陆后不久，位于墨西哥马德罗港（Puerto Madero）的地面自动气象站测得的持续风速为每小时58公里，阵风时速85公里。大部分地区因这场风暴引发的破坏程度很轻，仅限于灯柱倒塌、屋顶受损和短时停电。不过，恰帕斯州南部山脉地区因气旋产生的狂风暴雨受到中到重度农作物损失。约有90平方公里香蕉作物毁于一旦，10平方公里咖啡作物受损。芭芭拉还对沿途的可可豆、芒果、椰子和蔬菜构成重创，农作物损失总额约有2亿墨西哥比索（2007年墨西哥比索，相当于同年的5500万美元），墨西哥政府为此向受灾农民提供总额约1.08亿墨西哥比索（2007年墨西哥比索，相当于同年的2970万美元）。
危拉马拉边境附近的奥科斯有约十幢棕榈木屋的屋顶被狂风摧毁，上百位居民被迫疏散。沿海地区还有数以百计的树木被风刮倒。芭芭拉产生的强降雨导致河流泛滥，连接奥科斯岛和该国主大陆的桥梁被冲毁，两地交通中断。风暴外围的暴雨在萨尔瓦多引发严重洪灾，至少4人因此遇难。